# プーチ・ザ・パップ
プーチ・ザ・パップ（英: Pooch the Pup）は、スタジオの白黒時代にウォルター・ランツのカートゥーンに登場した、擬人化された犬のファニー・アニマル・カートゥーンキャラクターで、ウォルター・ランツが作った最初の繰り返し登場するキャラクターである。このキャラクターは、1932年と1933年に制作された13本の短編に登場している。

## 歴史
1931年、ウォルター・ランツは若干の財政難に陥っていた。この問題を解決するために、新しいキャラクターを使った新シリーズを企画し、「プーチ・ザ・パップ」が誕生した。ランツが「プーチ・ザ・パップ」の短編を監督する一方で、同僚のビル・ノーランは長寿番組である「オズワルド・ザ・ラッキー・ラビット」の制作に専念した。
何かに驚いたとき、プーチは「ヘーッ！」と声を荒げて言う。また、恋人が困っているときは、胸を叩いてターザンのような叫び声を上げてから動く。
プーチは『The Athlete』でデビューした。本作では、白い毛皮のブラッドハウンドで、長い黒い耳を持っていた。『Pin Feathers』では黒い毛を持ち、毛のない長い尻尾を除けばオズワルドによく似ていた。
プーチの最後の活躍は『She Done Him Right』で、『わたしは別よ』という映画のパロディだった。オズワルドはスクリーンから引退した後、プーチと同じようなジャケットを着て2本のアニメに登場した。この2本のオズワルドのショートフィルムは、最初はプーチを登場させるためにデザインされたのではないかと言われている。

## 作品
- The Athlete（英語版）（1932年8月29日）[4][5]
- The Butcher Boy（英語版）（1932年9月26日）[4][6]
- The Crowd Snores（英語版）（1932年10月24日）[4][7]
- The Under Dog（英語版）（1932年11月7日）[4][8]
- Cats and Dogs（英語版）（1932年12月5日）[4][9]
- Cats and Dogs（英語版）（1933年1月2日）[10][11]
- The Terrible Troubadour（1933年1月30日）[12][13]
- The Lumber Champ（英語版）（1933年3月13日）[14][15]
- Nature's Workshop（1933年6月5日）[16][17]
- Pin Feathers（英語版）（1933年7月3日）[18][19]
- Hot and Cold（英語版）（1933年8月14日）[20][21]
- King Klunk（英語版）（1933年9月4日）[22][23]
- She Done Him Right（英語版）（1933年10月9日）[24][25]

ある資料では『S.O.S. Icicle』（1933年5月8日）を別のアニメとしているが、別の資料では『Hot & Cold』のワーキングタイトルとしている。